# 벨라야강
벨라야강(러시아어: Белая, 바시키르어: Ағиҙел, 타타르어: Ağıydel, 우드무르트어: Тӧдьы Кам)은 러시아의 바시키르 공화국을 흐르는 강이다.
카마 강의 지류이고, 길이는 1,430 km이다.
우파에서 우파강과 합류한다.